# مرتضی امیری اسفندقه
مرتضی امیری اسفندقه (متولد ۱۳۴۵) شاعر اهل ایران که هم اکنون دستیار ویژه شهردار تهران در امور فرهنگی می باشد. 
او بابت سروده‌های خود، نامزد یا برنده جایزه‌ قلم زرین شده‌است. همچنین باید گفت که او اصالتاً از شهرستان بافت کرمان می باشد.

## زندگی
امیری اسفندقه در تهران زاده شد، و دوران کودکی خود را در شهر مشهد گذراند. او در این شهر، به انجمن‌های ادبی شاعرانی مانند مهدی اخوان ثالث و محمد قهرمان رفت‌وآمد داشت.

## زندگی ادبی
امیری اسفندقه نخستین کتاب شعر خود را در سال ۱۳۷۳، در انتشارات حوزه هنری با عنوان بازوان مولایی منتشر کرد. این اثر شامل مجموعه‌ای از مثنوی‌های شاعر با موضوعات " «وطن»، «جنگ ایران و عراق» و «برادر شهید» ش است. دومین کتاب او، که باز هم یک مجموعه مثنوی بود، رستاخیز کلمات نام داشت که در سال ۱۳۷۷ در نشر گلچرخ منتشر شد. در سال ۱۳۸۷، انتشارات نیستان، گزیده اشعار امیری را در مجموعه «گزیده ادبیات معاصر» روانه بازار نشر کرد.
در سال ۱۳۷۸، کتاب این شرح شرحه شرحه را در نشر سفیر صبح منتشر کرد که عنوان فرعی آن تجلی و بررسی اجمالی رمضان در ادوار شعر پارسی بود. امیری اسفندقه در ۱۳۸۴، نخستین مجموعه قصاید خود را با عنوان چین‌کلاغ در نشر لوح زرین منتشر کرد که همراه با کتاب نوشداروی طرح ژنریک نوشته سید حسن حسینی و عصرانه در باغ رصدخانه اثر مفتون امینی در فهرست نهایی نامزدهای جایزه کتاب سال قرار گرفت و در نهایت از این اثر تقدیر شد. این مجموعه شعر، همچنین توانست جایزه قلم زرین را برای این شاعر به ارمغان آورد.
امیری اسفندقه در سال ۱۳۹۰ طی حکمی از سوی حسین تقی پور، رئیس مرکز موسیقی و سرود صداوسیما به‌عنوان مشاور عالی رئیس مرکز موسیقی و دبیر شورای عالی شعر سازمان صداوسیما منصوب شد و در سال ۱۳۹۲  مدیریت خانه شعر و ترانه مرکز موسیقی و سرود را برعهده گرفت . 
امیری در سال ۱۳۹۲، مجموعه شعر نِماشُم را منتشر کرد که شامل ۸۶ قطعه شعر نیمایی، ۳۸ غزل، ۳ قطعه و ۴۰ رباعی بود. در همین سال مجموعه شعر دارم خجالت می‌کشم از این‌که انسانم، را منتشر کرد که شامل مجموعه شعرهای نیمایی، قصاید و غزل‌های این شاعر، با نگاهی به حمله آمریکا به عراق است.
اسفندقه در سال ۱۳۹۶، دومین مجموعه قصاید خود را با عنوان سیاه‌مست سایه تاک منتشر کرد.
امیری اسفندقه در سال ۱۳۹۵، به عنوان دبیر هنری ششمین جشنواره شعر انقلاب منصوب شد.

## نگاه منتقدان
محمدکاظم کاظمی دربارهٔ قصیده‌های امیری اسفندقه می‌نویسد: «تلاش مرتضی امیری برای ارائه چهره تازه‌ای از قصیده، قرین به توفیق (ولو نسبی) بوده‌است». او دربارهٔ «بدایع مرتضی امیری در قصیده» می‌افزاید: «در کنار زبان‌آوری ـ که تا حدودی رنگ و بوی کهن دارد ـ برخورداری از زبان محاوره امروز، به شعر او تازگی و طراوت می‌بخشد. استواری و صمیمیت شعر اسفندقه، زبان آن را برای مخاطب گیرا و جذّاب می‌کند.» کاظمی همچنین می‌نویسد: «همه قصیده‌های امیری، در یک حد برخوردار از ویژگی‌های بالا نیستند. در این میان، قصیده‌هایی کاملاً بدون ساختار، بدون ظرافت و رندی و نیز بدون نوآوری‌های بیانی و تصویری هم دیده می‌شوند».

### شعرها
- هیس گل‌ها خوابند، شهرستان ادب (۱۳۹۷)
- سیاه‌مست سایه تاک، مجموعه قصاید، شهرستان ادب (۱۳۹۶)
- نماشم، انتشارات جمهوری (۱۳۹۲)
- رستاخیز حرکات
- ورمشور، شهرستان ادب(۱۳۹۲)
- دهلی ستاره بود، شهرستان ادب(۱۳۹۲)
- دارم خجالت می‌کشم از اینکه انسانم، شهرستان ادب(۱۳۹۲)
- ولی دوشنبه آه، شهرستان ادب(۱۳۹۲)
- کوار، نشر تکا (۱۳۸۷)
- چین‌کلاغ، مجموعه قصاید، نشر لوح زرین (۱۳۸۴)
- قتیل قبله، انتشارات ضریح آفتاب (۱۳۸۰)
- بازوان مولایی، حوزه هنری (۱۳۷۳)

### پژوهش
- مکتوب شوق، نگاهی به نامه‌های بیدل دهلوی، نشر تکا (۱۳۸۹)
- سوانح اوقات، نگاهی به احوال و آثار بیدل دهلوی (۱۳۸۹)
- انجمن صبح، نگاهی به مخمسات بیدل دهلوی (۱۳۸۹)
- نسخهٔ دل، نگاهی به رسائل نثر بیدل دهلوی همراه با گزیده‌ای از رسالهٔ نکات (۱۳۸۹)
- این شرح شرحه شرحه، تجلی و بررسی اجمالی رمضان در ادوار شعر پارسی (۱۳۷۸)
- چله شعر، درسگفتارهایی درباره ی شعر آیینی، انتشارات مجمع شاعران اهل بیت(۱۳۹۷)

## جایزه‌ها
- تقدیر در مراسم کتاب سال  بابت چین‌کلاغ[۲] (تقدیر شده[۷])
- جایزه قلم زرین، بابت کتاب سیاه‌مست سایه تاک (۱۳۹۷)[۸]
- جایزه کتاب فصل بابت ورمشور (۱۳۹۲)[۹]
- جایزه ادبی قدر[۱۰]
- نامزد جایزه قلم زرین بابت دارم خجالت می‌کشم از این‌که انسانم (۱۳۹۳)[۱۱]
- نامزد جایزه کتاب سال بابت دهلی ستاره بود[۱۲]